# Oggetti non stellari nella costellazione del Pavone
Principali oggetti non stellari presenti nella costellazione del Pavone.

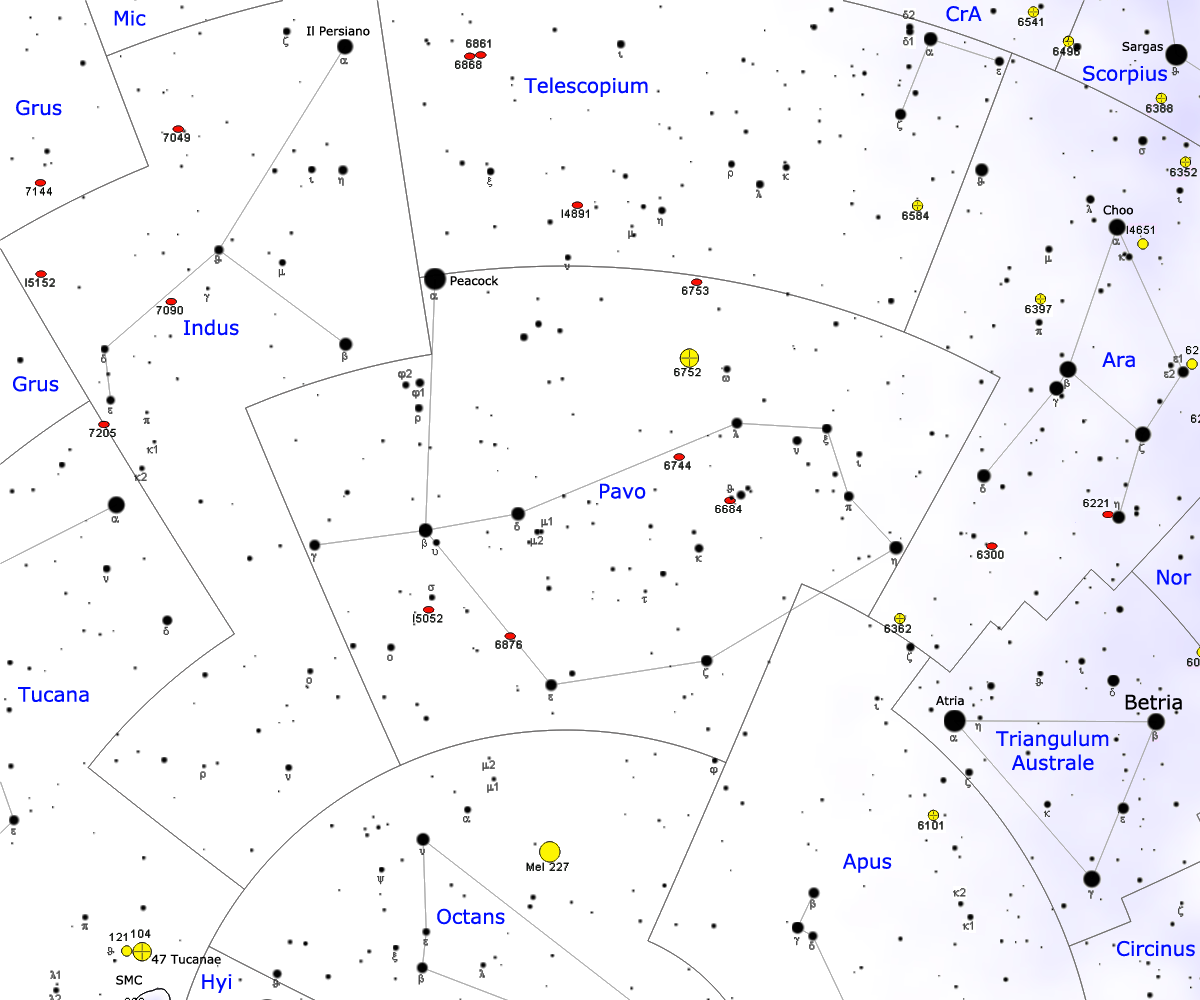
Mappa della costellazione del Pavone.

## Ammassi globulari
- NGC 6752

## Galassie
- IC 4662
- IC 4970
- IC 5052
- NGC 6684
- NGC 6744
- NGC 6753
- NGC 6872
- NGC 6876

## Ammassi di galassie
- Superammasso Pavo-Indo